# هرمان بروکهاوس
هرمان بروکهاوس (به انگلیسی:Hermann Brockhaus؛ زادهٔ ۲۸ ژانویهٔ ۱۸۰۶ – درگذشتهٔ ۵ ژانویهٔ ۱۸۷۷) خاورشناس اهل آلمان بود. او از متخصصان برجستهٔ زبان‌های سانسکریت و فارسی بود. وی فرزند ناشر فریدریش آرنولد بروکهاوس و برادرزادهٔ آهنگساز ریشارد واگنر بود. از آثار مطرح او، ویرایش نسخه‌ای از دیوان حافظ است.